# ملحق زراعي
الملحق الزراعي هو دبلوماسي يجمع المعلومات المتعلقة بالزراعة والأعمال الزراعية والغذاء والمجالات الأخرى ذات الصلة في بلد أو بلدان أجنبية ويحللها ويعمل عليها. قد يتم تعيين الملحقين الزراعيين بشكل مباشر من قبل وزارة الزراعة في الدولة المرسلة، أو قد يتم توظيفهم من قبل وزارة الخارجية. تشمل الأنشطة النموذجية للملحق الزراعي الإبلاغ عن ظروف المحاصيل وتوافر الغذاء والسياسة الزراعية المحلية وتوقعات التجارة الخارجية في السلع الزراعية؛ التفاوض بشأن اتفاقيات المعونة الغذائية وخطوط الائتمان الزراعية؛ تنفيذ برامج المساعدة الفنية الزراعية؛ تسهيل الاتصالات المهنية والتبادلات ونقل التكنولوجيا؛ المساعدة في التفاوض بشأن الاتفاقات التجارية الثنائية والمتعددة الأطراف؛ وتشجيع الصادرات من المنتجات الزراعية والغذائية. في كثير من الحالات، قد يتحمل الملحقون الزراعيون أيضًا مسؤولية القضايا المتعلقة بالبيئة والأمن الغذائي وسلامة الأغذية ومصايد الأسماك والغابات وأي شيء يتعلق بالمناطق الريفية والاقتصاد الريفي.

## الوضع الدبلوماسي
نشأ ظهور الملحقين الزراعيين ذوي الوضع الدبلوماسي عن تعيين مفوضين زراعيين في القرن التاسع عشر. في العصر الحديث، على الرغم من أن مصطلح "ملحق زراعي" يُطبق عادة على الدبلوماسيين المسؤولين عن الشؤون الزراعية، فإن هؤلاء الدبلوماسيين غالبًا ما يمتلكون ألقابًا ورتبًا دبلوماسية أخرى أعلى، تصل إلى رتبة وزير - مستشار.
في كثير من الأحيان، يشكل المسؤولون الزراعيون في السفارات الأجنبية مجموعة غير رسمية لمقارنة الملاحظات والتعاون في القضايا ذات الاهتمام المشترك فيما يتعلق بالبلد المضيف. في واشنطن العاصمة، على سبيل المثال، أنشأ الملحقون الزراعيون بالسفارات الأجنبية منتدى المستشارين الزراعيين في السبعينيات.

## المسؤوليات
في الأصل، كان الملحقون الزراعيون يتحملون في المقام الأول مسؤولية الإبلاغ عن الظروف الزراعية والريفية في البلد المضيف والبلدان الأخرى في منطقة مسؤولية متعددة البلدان. في عام 1934، بدأ الملحقون الزراعيون الأمريكيون في دعم المفاوضات التجارية. خلال الحرب العالمية الثانية وبعدها، توسعت مسؤولياتهم لتشمل الإشراف على المساعدات الغذائية والائتمان وبرامج المساعدة الفنية وإدارتها.
اليوم، قد يكون للملحق الزراعي مسؤوليات أخرى أيضًا ، تتعلق بالشؤون البيئية، أو ترتيب خطوط الائتمان الدولية أو حماية المستهلك. على سبيل المثال، في واشنطن العاصمة، تضم السفارة النمساوية "مستشار (الزراعة والبيئة)"، والسفارة التايلاندية لديها موظف مسؤول عن "الأغذية العضوية والزراعة"، وتضم السفارة الألمانية وزيرًا - مستشارًا عن "الغذاء والزراعة وحماية المستهلك".
في جميع الحالات تقريبًا، يخضع الملحقون الزراعيون لسلطة رئيس البعثة الدبلوماسية (السفير أو القائم بالأعمال) بحيث بالإضافة إلى الرد على وزارات الزراعة الخاصة بهم، يجب عليهم أيضًا تقديم تقاريرهم إلى رئيس البعثة.

## روابط خارجية
- الخدمة الزراعية الأجنبية، وزارة الزراعة الأمريكية